# 立教大学ラッシャーズ
立教大学体育会アメリカンフットボール部セントポールズラッシャーズ（りっきょうだいがくたいいくかいアメリカンフットボールぶセントポールズラッシャーズ, 英語: Rikkyo Univ. St.Paul's Rushers）は、立教大学体育会に所属するアメリカンフットボールチームである。関東学生アメリカンフットボール連盟一部リーグTOP8所属。チームカラーはパープル、ホワイト。

## 歴史
1934年創部。立教大学教授ポール・ラッシュによって明治大学・早稲田大学と共に創部された日本アメリカンフットボール界のルーツ校である。チーム名の「Rushers」は、ラッシュ博士を記念し、想いを受け継ぐ名称である。
1934年10月28日、立教大学五番館において東京学生米式蹴球連盟設立（のちの東京学生アメリカンフットボール連盟）が設立され、1934年12月8日、立教大学池袋グラウンドで開催された立教大学対明治大学戦から日本のアメリカンフットボールは歴史を刻み始めた。

1951年に甲子園ボウル初制覇をはじめ甲子園ボウル出場6回（優勝4回）という輝かしい成績を残している。
1971年には立教高校（現・立教新座高校）でアメリカンフットボールが創部され、2000年立教小学校フラッグフットボールチーム、2002年には中学生および小学生のRushers Football Clubが創設されている。
フットボールの父、ラッシュ博士から伝えられたメッセージ『Do your best and it must be first class.（最善を尽くし、かつ一流であれ）』をチームの理念に掲げ、”First Class”を目指している。

## 主な戦績

### 甲子園ボウル（全日本大学選手権決勝戦）
- 1951年 立教大学 19-14 関西学院大学（初出場初優勝）
- 1952年 立教大学 20-0 関西学院大学（2連覇）
- 1953年 立教大学 7-19 関西学院大学
- 1954年 立教大学 7-15 関西学院大学
- 1960年 立教大学 36-16 関西学院大学（3回目の優勝）
- 1965年 立教大学 22-22 関西学院大学（4回目の優勝、両校優勝）